# Рункушору
Рункушору (рум. Runcușoru) — село у повіті Мехедінць в Румунії. Входить до складу комуни Бала.
Село розташоване на відстані 271 км на захід від Бухареста, 28 км на північ від Дробета-Турну-Северина, 106 км на північний захід від Крайови.

## Населення
За даними перепису населення 2002 року у селі проживали 217 осіб, усі — румуни. Усі жителі села рідною мовою назвали румунську.